# Prototaria primigena
Neotherium primigenum (лат.) — вид вымерших морских млекопитающих из семейства моржовых. Типовой вид рода Prototaria. Ископаемые остатки известны из среднего миоцена Японии, префектура Фукуи. Его типовой образец — HUTE 1001, череп и некоторые посткраниальные элементы. Средних размеров представитель моржовых с коротким рострумом. Р1 однокорневой, Р2 двухкорневой, Р3 и Р4 двухлопастный двухкорневой, М1 трехкорневой и М2 однокорневой. Есть слезное отверстие. В отличие от современного моржа, питались в основном рыбой. Внешне они походили скорее на современных морских котиков и морских львов. У них не было длинных бивней, как у современных моржей, и они были более стройными.